# Бялокоз, Евгений Людвигович
Евгений Людвигович Бялокоз (пол. Eugenijusz Bialokoz; 1861, Москва — 18 декабря 1919, Петроград) — генерал-лейтенант корпуса гидрографов флота, начальник Главного Гидрографического Управления флота.

## Происхождение
Из семьи поляков, выходцев из Царства Польского в составе Российской империи. Родился 25 июля 1861 года в Москве.

## Биография
- В 1882 году окончил Морское училище и был произведен в мичманы (27.9.1882) .
- В 1882—1885 гг. — начал службу на флоте в качестве судового офицера на корвете «Скобелев» в кругосветном плавании.
- В 1883 году участвовал в гидрографических исследованиях у побережья Новой Гвинеи.
- В 1888 году окончил гидрографическое отделение Николаевской Морской Академии. За высокие достижения в учебе его имя было занесено на мраморную доску.
- В 1889 году был направлен на стажировку в Пулковскую обсерваторию. По окончании стажировки он был назначен начальником гидрографической партии отдельной съемки Онежского озера, где проработал четыре года.
- В 1889—1895 гг. проводил исследования Балтийского моря. Начальник картографической части ГГУ. После заграничной поездки для ознакомления с постановкой дела в Англии, Франции и Германии, он вернувшись, представил руководству ГГУ план переустройства картографических мастерских. В течение периода руководства Бялокоза дело издания карт было совершенно реорганизовано, что сыграло положительную роль во время русско-японской и Первой мировой войн: флот не испытывал недостатка в снабжении картами. Значительные улучшения произошли в производстве съемок.
- В 1892—1895 гг. — командир судна «Зоркая» таможенной флотилии.
- С 1900 года — член-корреспондент Николаевской Физической обсерватории
- С 1907 года — начальник Гидрографической экспедиции Балтийского моря. Поступив в распоряжение командующего флотом, экспедиция и в военное время решала стратегические задачи по обследованию фарватеров и рейдов.
- 10 апреля 1916 года произведён в генерал-лейтенанты Корпуса Гидрографов флота за отличия.
- С февраля 1917 года — начальник Главного Гидрографического Управления флота, стал первым выборным начальником ГГУ. В тяжелейшие годы гражданской войны он сумел сохранить и поддержать как картографические мастерские, так и завод мореходных инструментов. Напряженная деятельность в исключительно тяжелые годы сказалась на его некогда крепком здоровье.
- 18 декабря 1919 года[2], не дожив до 60 лет, он умер в Петрограде после крупозного воспаления лёгких. Похоронен на Казанском кладбище в Царском Селе (ныне Пушкин). Здесь имелся фамильный склеп Бялокозов, в котором ранее были похоронены его дочь и жена.

## Память
В честь Е. Л. Бялокоза названы:
- мыс на островах Новой Гвинеи (мыс Бялокоза, Новая Гвинея, 5°05′ ю.ш., 145°49′ в.д., мыс обследован в 1883 г. экипажем корвета «Скобелев», в настоящее время русское название на карты не наносится)[3];
- мыс в Антарктиде (мыс Бялокоза, Земля Уилкса, 66°04′ ю.ш., 114°08′ в.д., мыс нанесён на карту в 1958 г. Советской Антарктической экспедицией, название присвоено не позже 1965 г.)[3];
- остров Бялокоза (Баренцево море, губа Дыроватая, возле острова Вайгач)[3]. Назван в 1902 году гидрографической экспедицией под командованием А. И. Варнека. Название утверждено Советом ИРГО 5 декабря 1902 года.
- пролив Бялокоза (между островами Диабазовый и Плоский в шхерах Минина)[3]. Назван по предложению Диксонской гидробазы. Название утверждено решением Диксонского райисполкома от 14 декабря 1964 года.

## Семья
Жена (первая), Бялокоз Надежда Петровна, урождённая Яблонская, родилась в 1873 году, умерла 30 сентября 1907 года. Похоронена на Казанском кладбище в Царском Селе. Жена (вторая), Бялокоз Янина Густовна, (1913).
Брат, Бялокоз Вячеслав Людвигович, умер от ран в 1915 году, капитан. Погребен 03.03.1915 г. в Петрограде на Царскосельском братском кладбище жертв Первой Мировой войны, отпевали в Царскосельской Римско-католической церкви.

## Награды
- Орден Св. Анны 2-й степени,
- Орден Св. Владимира 3-й степени,
- Орден Св. Станислава 1-й степени.